# Truck (spårvagn)

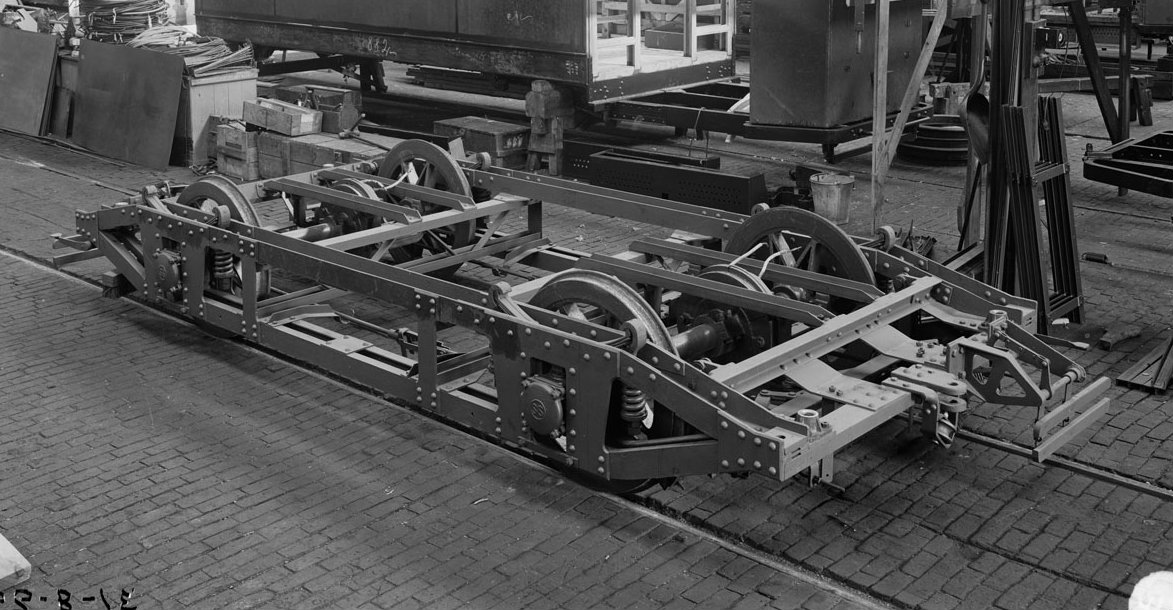
Omotoriserad truck för släpvagn.

På spårvagnar är en truck en typ av hjulupphängning. Denna truck är fast monterad i spårvagnens ramverk. Jämför med en boggie som är rörligt monterad runt en centrumtapp. Truckar är vanligast förekommande på äldre tvåaxliga spårvagnar, men även på moderna ledvagnar, som Sirio förekommer det truckar.
Förutom truck och boggie kan spårvagnar (och även andra rälsburna fordon) ha länkaxlar. Länkaxlar är halvstyvt monterade direkt i ramverket och ställer in sig radiellt vid gång i snäva kurvor.